# 陕西省社会科学院
陕西省社会科学院（Shaanxi Academy of Social Sciences），与陕西省社会科学院博士后科研工作站一个机构两块牌子，简称陕西社科院，创建于1958年，文革期间停办，1979年恢复，为正厅级单位。

## 机构设置
全院设有12个研究所，分别是：中国马克思主义研究所、经济研究所、农村发展研究所、金融研究所、政治与法律研究所、文化与历史研究所、延安精神（陕甘宁革命史）研究所、文学艺术研究所、社会学研究所、教育研究所、宗教研究所、古籍整理研究所（陕西省古籍保护整理出版工作领导小组古籍整理出版办公室、陕西省古籍整理办公室）。

## 学术刊物
编辑出版《人文杂志》、《新西部》、《陕西省社会科学院院报》（电子版）、《古文獻整理與研究》、《文谈》（原《陕西文学》）、《陕西省情研究》等。